# With Every Heartbeat
Singles de Robyn
Konichiwa Bitches
(2006) Handle Me
(2007)
Pistes de Robyn
Be Mine! Who's That Girl?
With Every Heartbeat est le second single au Royaume-Uni extrait de l'album éponyme de la chanteuse suédoise Robyn. C'est une collaboration avec Kleerup qui est sorti uniquement en single en Suède se classant alors 18e des ventes.

## Description
Un single physique fut commercialisé le 6 août 2007 au Royaume-Uni. Il fut "Disque de la Semaine" dans les émissions de Jo Whiley et Scott Mills, et fut sur la liste A des diffusions de BBC Radio 1. Robyn a interprété ce titre en live sur Radio 1 lors de l'émission de Jo Whiley (également présenté par Sara Cox à l'époque) le 8 août 2007. Cette chanson a aussi été fortement soutenue par Popjustice.
With Every Heartbeat est devenu le plus grand succès de la carrière de Robyn au Royaume-Uni, en devenant son premier #1, son deuxième titre à se classer dans le top10 et quatrième dans le top40. Le titre s'est classé dans le top5 des titres les plus téléchargés seulement la semaine précédant la sortie physique du single. Le 5 août 2007, Athlete fit une reprise de cette chanson lors de l'émission de Jo Whiley sur Radio 1.

## Clip vidéo
Robyn chante au milieu d'une maquette animée rappelant l'univers de Chapi Chapo.
Le clip

## Formats et liste des pistes

### Single
1. "With Every Heartbeat" (Radio Edit)
2. "With Every Heartbeat" (Tong & Spoon Wonderland Remix)
3. "With Every Heartbeat" (Punks Jump Up Remix)
4. "With Every Heartbeat" (Album Version)
5. "Konichiwa Bitches" (Video)

### Single pour l'Allemagne
1. "With Every Heartbeat" (Radio Edit)
2. "With Every Heartbeat" (Original Version)
3. "With Every Heartbeat" (Acoustic Version)
4. "With Every Heartbeat" (Punks Jump Up Remix)
5. "With Every Heartbeat" (VooDoo & Serano Edit)
6. "With Every Heartbeat" (Kleerup Remix)
7. "With Every Heartbeat" (Video)

### 7" Vinyl
1. "With Every Heartbeat"
2. "Konichiwa Bitches"

### 12" Vinyl
1. "With Every Heartbeat" (Album Version)
2. "With Every Heartbeat" (Tong & Spoon Wonderland Remix)
3. "With Every Heartbeat" (Punks Jump Up Remix)
4. "With Every Heartbeat" (Steve Angello Dub)

## Classements par pays
| Pays                                   | Meilleure position |
| -------------------------------------- | ------------------ |
| Allemagne (Media Control AG)           | 38                 |
| Belgique (Flandre Ultratip 100)        | 5                  |
| Belgique (Flandre Ultratop 50 Singles) | 8                  |
| Belgique (Wallonie Ultratip 50)        | 2                  |
| Danemark (Tracklisten)                 | 7                  |
| France (SNEP)                          | 30                 |
| Italie (FIMI)                          | 12                 |
| Pays-Bas (Nederlandse Top 40)          | 7                  |
| Royaume-Uni (UK Singles Chart)         | 1                  |
| Suède (Sverigetopplistan)              | 23                 |
| Suisse (Schweizer Hitparade)           | 61                 |

## Historique de sortie
- Suède 15 janvier 2007
- Royaume-Uni 30 juillet 2007 (Digital)
- Irlande 3 août 2007
- Royaume-Uni 6 août 2007 (Physique)
- Allemagne 19 octobre 2007
- France 19 novembre 2007